# Communauté d’agglomération du Pays d’Aix
Die Communauté d’agglomération du Pays d’Aix (CAPA) ist ein ehemaliger französischer Gemeindeverband mit der Rechtsform einer Communauté d’agglomération in den Départements Bouches-du-Rhône und Vaucluse der Region Provence-Alpes-Côte d’Azur. Sie wurde am 15. Dezember 2000 gegründet und umfasste 36 Gemeinden. Der Verwaltungssitz befand sich in der Stadt Aix-en-Provence. Die Besonderheit war die Département-übergreifende Struktur die Gemeinden.
Alternative Schreibweise: Communauté d’agglomération du Pays d’Aix en Provence
Mit Wirkung vom 1. Januar 2016 wurde der Gemeindeverband in die neu gegründete Métropole d’Aix-Marseille-Provence integriert.

## Ehemalige Mitgliedsgemeinden
Der Gemeindeverband besteht aus 35 Gemeinden des Départements Bouches-du-Rhône:
| - Aix-en-Provence - Beaurecueil - Bouc-Bel-Air - Cabriès - Châteauneuf-le-Rouge - Coudoux - Éguilles - Fuveau - Gardanne - Gréasque - Jouques - Lambesc |  | - Meyrargues - Meyreuil - Mimet - Les Pennes-Mirabeau - Peynier - Peyrolles-en-Provence - Puyloubier - Le Puy-Sainte-Réparade - Rognes - La Roque-d’Anthéron - Rousset - Saint-Antonin-sur-Bayon |  | - Saint-Cannat - Saint-Estève-Janson - Saint-Marc-Jaumegarde - Saint-Paul-lès-Durance - Simiane-Collongue - Le Tholonet - Trets - Vauvenargues - Venelles - Ventabren - Vitrolles |

sowie einer Gemeinde aus dem Département Vaucluse:
- Pertuis